# The Loneliest Time (singolo)
The Loneliest Time è un singolo della cantante canadese Carly Rae Jepsen in collaborazione con il cantautore Rufus Wainwright. È stato pubblicato il 7 ottobre 2022 come quarto estratto dal sesto album in studio omonimo.

## Pubblicazione
Jepsen ha definito il brano come il "capolavoro" della sua carriera e ha dichiarato di essere stata ispirata da una relazione passata e dalla solitudine causata dalla pandemia di COVID-19 e il successivo lockdown; nel testo, infatti, Jepsen immagina una serata solitaria in cui fa visita al proprio ex e la fiamma tra i due si riaccende.
Wainwright ha dichiarato di essere stato contattato in privato su Instagram da Jepsen e di essere stato avvertito dal suo giovane staff della popolarità della cantante, il che l'ha spinto a prendere in considerazione la collaborazione. Jepsen ha definito il suo messaggio come una "lettera d'amore" in cui citava anche il suo apprezzamento per un disco dello stesso Wainwright, Poses.

## Video musicale
Il video musicale del brano, diretto da Brantley Gutierrez, è stato pubblicato su YouTube l'11 ottobre 2022.

## Classifiche
| Classifica (2022) | Posizione massima |
| ----------------- | ----------------- |
| Giappone          | 16                |